# Jiménez del Teul
Jiménez del Teul är en ort i Mexiko.   Den ligger i kommunen Jiménez del Teul och delstaten Zacatecas, i den centrala delen av landet, 600 km nordväst om huvudstaden Mexico City. Jiménez del Teul ligger 1 897 meter över havet och antalet invånare är 1 662.
Terrängen runt Jiménez del Teul är huvudsakligen kuperad. Jiménez del Teul ligger nere i en dal. Runt Jiménez del Teul är det glesbefolkat, med 12 invånare per kvadratkilometer. Jiménez del Teul är det största samhället i trakten. Omgivningarna runt Jiménez del Teul är i huvudsak ett öppet busklandskap.